# Cheumatopsyche
Cheumatopsyche is een geslacht van schietmotten uit de familie Hydropsychidae.

## Soorten
Deze lijst van 350 stuks is mogelijk niet compleet.
- C. abhugna (J Olah & KA Johanson, 2008)
- C. acuminata (J Olah & KA Johanson, 2008)
- C. addita (L Navas, 1916)
- C. admetos (H Malicky & P Chantaramongkol, 1996)
- C. agha (J Olah & KA Johanson, 2008)
- C. agnetae (J Olah & KA Johanson, 2008)
- C. akana (B Statzner, 1984)
- C. akisena (J Olah & KA Johanson, 2008)
- C. alampeta (A Neboiss, 2002)
- C. albocincta (Banks, 1937)
- C. albofasciata (R McLachlan, 1872)
- C. albomaculata (Ulmer, 1905)
- C. alfierii (L Navas, 1927)
- C. alvarezi (W Wichard, MM Solorzano-Kraemer, C Luer, 2006)
- C. ambala (J Olah & KA Johanson, 2008)
- C. ambodivoa (J Olah & KA Johanson, 2008)
- C. ambohima (J Olah & KA Johanson, 2008)
- C. amboinica (L Navas, 1928)
- C. amdakaramaya (J Olah & KA Johanson, 2008)
- C. ampanga (J Olah & KA Johanson, 2008)
- C. amurensis (AV Martynov, 1934)
- C. analis (Banks, 1903)
- C. andohahela (J Olah & KA Johanson, 2008)
- C. anema (G Marlier, 1959)
- C. angusta (Ulmer, 1930)
- C. anonima (J Olah & KA Johanson, 2008)
- C. anthracias (W Mey, 1996)
- C. antoniensis (H Malicky, 1982)
- C. aphanta (HH Ross, 1938)
- C. apicata (L Navas, 1931)
- C. arizonensis (S Ling, 1938)
- C. asaha (J Olah & KA Johanson, 2008)
- C. aterrima (G Marlier, 1961)
- C. automedon (H Malicky & P Chantaramongkol, 1997)
- C. ayopa (J Olah & KA Johanson, 2008)
- C. balaromta (J Olah & KA Johanson, 2008)
- C. banaueensis (W Mey, 1995)
- C. banksi (Mosely, 1942)
- C. barakambra (J Olah & KA Johanson, 2008)
- C. bardiana (H Malicky, 1997)
- C. bhatrapura (H Malicky, 1979)
- C. bibbensis (Gordon, Harris & Lago, 1986)
- C. bidikala (J Olah & KA Johanson, 2008)
- C. bifida (B Statzner, 1975)
- C. bimaculata (Ulmer, 1930)
- C. boettgeri (B Statzner, 1975)
- C. bohakayi (J Olah & KA Johanson, 2008)
- C. bolosa (J Olah & KA Johanson, 2008)
- C. brazzana (J Olah & KA Johanon, 2008)
- C. brevilineata (M Iwata, 1927)
- C. brevis (Ulmer, 1930)
- C. brunnea (S Jacquemart, 1961)
- C. burgeonia (L Navas, 1931)
- C. burksi (HH Ross, 1941)
- C. cahaba (Gordon, Harris & Lago, 1986)
- C. caieta (H Malicky & P Chantaramongkol, 1997)
- C. calawagana (W Mey, 1995)
- C. camena (H Malicky, 1997)
- C. camerunica (J Olah & KA Johanson, 2008)
- C. camilla (H Malicky, 1997)
- C. campyla (HH Ross, 1938)
- C. capitata (L Navas, 1936)
- C. capitella (AV Martynov, 1927)
- C. caprotina (H Malicky, 1997)
- C. carmentis (H Malicky & P Chantaramongkol, 1997)
- C. carna (H Malicky & P Chantaramongkol, 1997)
- C. ceramensis (W Mey, 1999)
- C. ceres (H Malicky & P Chantaramongkol, 1997)
- C. clavalis (AV Martynov, 1930)
- C. cocles (H Malicky & P Chantaramongkol, 1997)
- C. cognita (Ulmer, 1951)
- C. columnata (AV Martynov, 1935)
- C. comis (SW Arnold & CR Arnold, 1961)
- C. comorina (L Navas, 1931)
- C. concava (Ulmer, 1930)
- C. concordia (H Malicky, 1997)
- C. congolana (J Olah & KA Johanson, 2008)
- C. contexta (Ulmer, 1951)
- C. copia (H Malicky & P Chantaramongkol, 1997)
- C. copiosa (DE Kimmins, 1956)
- C. cornix (H Malicky, 1997)
- C. costalis (Banks, 1913)
- C. cressida (H Malicky, 1997)
- C. criseyde (H Malicky & P Chantaramongkol, 1997)
- C. curvata (AV Martynov, 1935)
- C. chariklo (H Malicky & P Chantaramongkol, 1997)
- C. charites (H Malicky & P Chantaramongkol, 1997)
- C. charybdis (H Malicky, 1997)
- C. cheesmanae (DE Kimmins, 1962)
- C. chihonana (M Kobayashi, 1987)
- C. chimaira (H Malicky, 1997)
- C. chinensis (AV Martynov, 1930)
- C. chione (H Malicky & P Chantaramongkol, 1997)
- C. chirapali (J Olah & KA Johanson, 2008)
- C. chitawana (J Olah & KA Johanson, 2008)
- C. chlorogastra (L Navas, 1932)
- C. chryseis (H Malicky & P Chantaramongkol, 1997)
- C. chrysothemis (H Malicky & P Chantaramongkol, 1997)
- C. danae (H Malicky, 1998)
- C. davisi (J Olah & KA Johanson, 2008)
- C. deani (A Neboiss, 2002)
- C. delamarei (S Jacquemart, 1965)
- C. dhanikari (H Malicky, 1979)
- C. diehli (H Malicky, 1997)
- C. digitata (Mosely, 1935)
- C. diminuta (Walker, 1852)
- C. doan (J Olah & KA Johanson, 2008)
- C. dostinei (JC Dean, 2001)
- C. dubitans (Mosely, 1942)
- C. duma (H Malicky, 2009)
- C. ebal (H Malicky, 2009)
- C. ecsedii (J Olah & KA Johanson, 2008)
- C. edista (AE Gordon, 1974)
- C. edom (H Malicky, 2009)
- C. ehi (H Malicky, 2009)
- C. ekona (J Olah & KA Johanson, 2008)
- C. ela (DG Denning, 1942)
- C. emas (CJ Geraci, 2008)
- C. engor (J Olah & PC Barnard, 2008)
- C. enigma (Morse, Ross & Gordon, 1971)
- C. enonis (HH Ross, 1938)
- C. erawan (H Malicky & P Chantaramongkol, 2009)
- C. ernestheissi (H Malicky, 1997)
- C. etrona (HH Ross, 1941)
- C. excisa (Ulmer, 1930)
- C. expeditionis (Ulmer, 1938)
- C. explicanda (B Statzner, 1975)
- C. fahara (J Olah & KA Johanson, 2008)
- C. falcifera (Ulmer, 1930)
- C. fansipangensis (W Mey, 1996)
- C. fausta (L Navas, 1936)
- C. fianara (J Olah & KA Johanson, 2008)
- C. flavellata (W Mey, 2004)
- C. flavosulphurea (W Mey, 1998)
- C. fusca (L Navas, 1936)
- C. gaia (H Malicky, 1997)
- C. galahittigama (F Schmid, 1958)
- C. galapitikanda (F Schmid, 1958)
- C. galumata (J Olah & KA Johanson, 2008)
- C. galloisi (S Matsumura, 1931)
- C. garulupota (Olah et al., 2007)
- C. gelita (DG Denning, 1952)
- C. geora (DG Denning, 1948)
- C. georgulmeri (W Mey, 1998)
- C. gibbsi (B Statzner, 1984)
- C. globosa (Ulmer, 1910)
- C. gordonae (PK Lago & SC Harris, 1983)
- C. gracilis (Banks, 1899)
- C. guadunica (Y Li, 1988)
- C. guerneana (L Navas, 1916)
- C. gyra (HH Ross, 1938)
- C. hageni (Olah et al., 2007)
- C. halima (DG Denning, 1948)
- C. harwoodi (DG Denning, 1948)
- C. hasalaka (J Olah & KA Johanson, 2008)
- C. helma (HH Ross, 1939)
- C. hippolyte (H Malicky, 1997)
- C. hoasena (J Olah & KA Johanson, 2008)
- C. holzschuhi (H Malicky, 1997)
- C. hoogstraali (HH Ross, 1947)
- C. imatso (J Olah & KA Johanson, 2008)
- C. incomptaria (W Mey, 1998)
- C. indica (L Navas, 1932)
- C. infascia (AV Martynov, 1934)
- C. jacquemarti (J Olah & KA Johanson, 2008)
- C. jaekam (H Malicky & P Chantaramongkol, 2009)
- C. japonica (L Navas, 1916)
- C. jiriana (H Malicky, 1997)
- C. joariva (J Olah & KA Johanson, 2008)
- C. junolahi (J Olah & KA Johanson, 2008)
- C. kahat (H Malicky & P Chantaramongkol, 2009)
- C. kakaduensis (JC Dean, 2001)
- C. kala (J Olah & KA Johanson, 2008)
- C. kali (CJ Geraci, 2008)
- C. kebumena (H Malicky, 1997)
- C. kim (J Olah & KA Johanson, 2008)
- C. kimminsi (G Marlier, 1961)
- C. kindamba (J Olah & KA Johanson, 2008)

- C. kinlockensis (Gordon et al., 1986)
- C. kirimaduwa (F Schmid, 1958)
- C. kissi (G Marlier, 1961)
- C. kraepelini (Ulmer, 1905)
- C. krugerana (J Olah & KA Johanson, 2008)
- C. kumasa (J Olah & KA Johanson, 2008)
- C. kuranishii (J Olah & KA Johanson, 2008)
- C. kysonia (J Olah & KA Johanson, 2008)
- C. langsonina (L Navas, 1933)
- C. lasia (HH Ross, 1938)
- C. lateralis (KH Barnard, 1934)
- C. lebasi (L Navas, 1932)
- C. leleupi (G Marlier, 1961)
- C. leloupi (S Jacquemart, 1957)
- C. lepida (F.J. Pictet, 1834)
- C. lesnei (Mosely, 1932)
- C. lestoni (DG Gibbs, 1973)
- C. lobata (G Marlier, 1943)
- C. logani (AE Gordon & SD Smith, 1974)
- C. lolo (J Olah & KA Johanson, 2008)
- C. longiclasper (Y Li, 1988)
- C. longinosnavasi (W Mey, 1998)
- C. lucida (Ulmer, 1907)
- C. macentae (Gibon, Guenda & Coulibaly, 1994)
- C. maculata (Mosely, 1934)
- C. maculipennis (Ulmer, 1930)
- C. madagassa (L Navas, 1923)
- C. mafana (J Olah & KA Johanson, 2008)
- C. mahakaya (J Olah & KA Johanson, 2008)
- C. malmi (J Olah & KA Johanson, 2008)
- C. mandrara (J Olah & KA Johanson, 2008)
- C. mariannae (J Olah & KA Johanson, 2008)
- C. marieni (S Jacquemart, 1965)
- C. marmorata (L Navas, 1922)
- C. masia (L Navas, 1920)
- C. masiposa (J Olah & KA Johanson, 2008)
- C. mattheei (W Mey, 1992)
- C. matuta (H Malicky, 2004)
- C. mendolonga (J Olah & KA Johanson, 2008)
- C. meo (J Olah & KA Johanson, 2008)
- C. meruana (L Navas, 1934)
- C. meyi (H Malicky, 1997)
- C. mickeli (DG Denning, 1942)
- C. minuscula (Banks, 1907)
- C. mixta (W Mey, 2003)
- C. modica (R McLachlan, 1871)
- C. mollala (HH Ross, 1941)
- C. montapo (J Olah & KA Johanson, 2008)
- C. morsei (AE Gordon, 1974)
- C. musiana (Ulmer, 1951)
- C. namha (J Olah & KA Johanson, 2008)
- C. naphis (H Malicky & P Chantaramongkol, 2009)
- C. nathanbanksi (W Mey, 1998)
- C. naumanni (H Malicky, 1986)
- C. niasensis (H Malicky, 1997)
- C. nigrescens (L Navas, 1932)
- C. ningmapa (F Schmid, 1975)
- C. nohondoan (J Olah & KA Johanson, 2008)
- C. nondra (J Olah & KA Johanson, 2008)
- C. nubila (DE Kimmins, 1963)
- C. obscurata (Ulmer, 1930)
- C. obtusa (S Jacquemart, 1963)
- C. okinawana (J Olah & KA Johanson, 2008)
- C. oktedit (J Olah & KA Johanson, 2008)
- C. opposita (Banks, 1931)
- C. oxa (HH Ross, 1938)
- C. padaha (J Olah & KA Johanson, 2008)
- C. pali (J Olah & KA Johanson, 2008)
- C. pallida (Banks, 1920)
- C. paracostalis (W Mey, 2003)
- C. parafra (J Olah & KA Johanson, 2008)
- C. parentum (AE Gordon, 1974)
- C. pasella (HH Ross, 1941)
- C. peirithoos (H Malicky & N Changthong, 2005)
- C. persica (W Mey, 2004)
- C. petersi (Ross, Morse & Gordon, 1971)
- C. pfundsteini (B Statzner, 1984)
- C. piljanae (W Mey, 1999)
- C. pinaca (HH Ross, 1941)
- C. pinula (DG Denning, 1952)
- C. pison (H Malicky & P Chantaramongkol, 2009)
- C. pitella (DG Denning, 1968)
- C. plutonis (Banks, 1913)
- C. praepilata (CJ Geraci, 2008)
- C. processuata (AV Martynov, 1927)
- C. pulchripennis (Banks, 1939)
- C. pulverulenta (DG Gibbs, 1973)
- C. pulla (L Navas, 1918)
- C. punctata (S Jacquemart, 1961)
- C. quadrifasciata (J Olah & KA Johanson, 2008)
- C. ranoma (J Olah & KA Johanson, 2008)
- C. ranomafana (J Olah & KA Johanson, 2008)
- C. rantsoa (J Olah & KA Johanson, 2008)
- C. reticulata (Banks, 1913)
- C. richardsoni (AE Gordon, 1974)
- C. rienga (J Olah & KA Johanson, 2008)
- C. rineta (J Olah & KA Johanson, 2008)
- C. robisoni (SR Moulton & KW Stewart, 1996)
- C. robusta (Walker, 1852)
- C. roscida (L Navas, 1934)
- C. rossi (AE Gordon, 1974)
- C. rubachi (W Mey, 1995)
- C. sagitta (M Kobayashi, 1987)
- C. saiyok (H Malicky & P Chantaramongkol, 2009)
- C. saltorum (W Mey, 1998)
- C. sambava (J Olah & KA Johanson, 2008)
- C. sandrae (J Olah & KA Johanson, 2008)
- C. saplaca (J Olah & KA Johanson, 2008)
- C. sauteri (L Navas, 1933)
- C. schmidiana (Olah et al., 2007)
- C. schwendingeri (H Malicky & P Chantaramongkol, 1997)
- C. septa (J Olah & KA Johanson, 2008)
- C. sessilis (G Marlier, 1961)
- C. sexfasciata (Ulmer, 1904)
- C. simayorum (J Olah & KA Johanson, 2008)
- C. simplex (DE Kimmins, 1963)
- C. sipitanga (J Olah & KA Johanson, 2008)
- C. smithi (AE Gordon, 1974)
- C. socia (L Navas, 1927)
- C. songbua (J Olah & KA Johanson, 2008)
- C. songda (J Olah & KA Johanson, 2008)
- C. sordida (HA Hagen, 1861)
- C. speciosa (Banks, 1904)
- C. spinifera (S Jacquemart, 1967)
- C. spinosa (F Schmid, 1959)
- C. stenocyta (L Navas, 1932)
- C. stigma (DE Kimmins, 1955)
- C. suffusa (L Navas, 1932)
- C. surgens (Y Li & L Tian, 1990)
- C. suswanad (J Olah & KA Johanson, 2008)
- C. suteri (JC Dean, 2001)
- C. taipeiana (M Kobayashi, 1987)
- C. tanana (J Olah & KA Johanson, 2008)
- C. tanidai (J Olah & KA Johanson, 2008)
- C. tectifera (G Marlier, 1959)
- C. telensis (H Malicky, 1997)
- C. temburonga (H Malicky, 1997)
- C. tenerrima (G Marlier, 1961)
- C. tenga (CJ Geraci, 2008)
- C. thaba (Mosely, 1948)
- C. theophane (H Malicky & T Prommi, 2006)
- C. thomasseti (Ulmer, 1931)
- C. timgulile (J Olah & KA Johanson, 2008)
- C. tincta (L Navas, 1932)
- C. tinjar (DE Kimmins, 1955)
- C. tokunagai (M Tsuda, 1940)
- C. tournii (Gibon, Guenda & Coulibaly, 1994)
- C. tramota (H Malicky & P Chantaramongkol, 1997)
- C. transmutata (W Mey, 1998)
- C. triangularis (Ulmer, 1931)
- C. trifascia (Y Li, 1988)
- C. trifida (Mosely, 1935)
- C. trilari (H Malicky & P Chantaramongkol, 1997)
- C. truncata (AV Martynov, 1935)
- C. tungpa (J Olah & KA Johanson, 2008)
- C. tunmodera (Olah et al., 2007)
- C. uchidai (M Kobayashi, 1987)
- C. ulmeri (L Navas, 1933)
- C. unicalcarata (W Mey, 1992)
- C. usambara (J Olah & KA Johanson, 2008)
- C. vacoana (J Olah & KA Johanson, 2008)
- C. vala (H Malicky, 1992)
- C. vannotei (AE Gordon, 1974)
- C. varia (DE Kimmins, 1955)
- C. ventricosa (Y Li & D Dudgeon, 1988)
- C. villosa (L Navas, 1934)
- C. virginica (DG Denning, 1949)
- C. wabasha (DG Denning, 1948)
- C. wellsae (JC Dean, 2001)
- C. wrighti (HH Ross, 1947)
- C. yangmorseorum (J Olah & KA Johanson, 2008)
- C. zao (J Olah & KA Johanson, 2008)